# Александер (Арканзас)
Александер (англ. Alexander, Arkansas) — город, расположенный в округе Пьюласки и Салин (штат Арканзас, США) с населением в 614 человек по статистическим данным переписи 2000 года.

## География
По данным Бюро переписи населения США город Александер имеет общую площадь в 1,04 квадратных километров, водных ресурсов в черте населённого пункта не имеется.
Город Александер расположен на высоте 109 метров над уровнем моря.

## Демография
По данным переписи населения 2000 года в городе Александер проживало 614 человек, 171 семья, насчитывалось 276 домашних хозяйств и 305 жилых домов. Средняя плотность населения составляла около 511,7 человек на один квадратный километр. Расовый состав города по данным переписи распределился следующим образом: 70,68 % белых, 26,71 % — чёрных или афроамериканцев, 0,49 % — коренных американцев, 0,98 % — азиатов, 0,81 % — представителей смешанных рас, 0,33 % — других народностей. Испаноговорящие составили 2,28 % от всех жителей города.
Из 276 домашних хозяйств в 29,3 % — воспитывали детей в возрасте до 18 лет, 39,1 % представляли собой совместно проживающие супружеские пары, в 17,4 % семей женщины проживали без мужей, 38,0 % не имели семей. 32,6 % от общего числа семей на момент переписи жили самостоятельно, при этом 6,5 % составили одинокие пожилые люди в возрасте 65 лет и старше. Средний размер домашнего хозяйства составил 2,22 человек, а средний размер семьи — 2,79 человек.
Население города по возрастному диапазону по данным переписи 2000 года распределилось следующим образом: 24,8 % — жители младше 18 лет, 8,6 % — между 18 и 24 годами, 33,1 % — от 25 до 44 лет, 22,6 % — от 45 до 64 лет и 10,9 % — в возрасте 65 лет и старше. Средний возраст жителей составил 33 года. На каждые 100 женщин в городе приходилось 88,3 мужчин, при этом на каждые сто женщин 18 лет и старше приходилось 75,7 мужчин также старше 18 лет.
Средний доход на одно домашнее хозяйство в городе составил 30 050 долларов США, а средний доход на одну семью — 35 341 доллар. При этом мужчины имели средний доход в 28 571 доллар США в год против 21 958 долларов среднегодового дохода у женщин. Доход на душу населения в городе составил 15 157 долларов в год. 9,5 % от всего числа семей в округе и 12,8 % от всей численности населения находилось на момент переписи населения за чертой бедности, при этом 9,1 % из них были моложе 18 лет и 11 % — в возрасте 65 лет и старше.